# Физическая кинетика
Физи́ческая кине́тика (др.-греч. κίνησις — движение) — микроскопическая теория процессов в неравновесных средах. В кинетике методами квантовой или классической статистической физики изучают процессы переноса энергии, импульса, заряда и вещества в различных физических системах (газах, плазме, жидкостях, твёрдых телах) и влияние на них внешних полей. В отличие от термодинамики неравновесных процессов и электродинамики сплошных сред, кинетика исходит из представления о молекулярном строении рассматриваемых сред, что позволяет вычислить из первых принципов кинетические коэффициенты, диэлектрические и магнитные проницаемости и другие характеристики сплошных сред. Физическая кинетика включает в себя кинетическую теорию газов из нейтральных атомов или молекул, статистическую теорию неравновесных процессов в плазме, теорию явлений переноса в твёрдых телах (диэлектриках, металлах и полупроводниках) и жидкостях, кинетику магнитных процессов и теорию кинетических явлений, связанных с прохождением быстрых частиц через вещество. К ней же относятся теория процессов переноса в квантовых жидкостях и сверхпроводниках и кинетика фазовых переходов.
Если известна функция распределения всех частиц системы по их координатам и импульсам в зависимости от времени (в квантовом случае — матрица плотности), то можно вычислить все характеристики неравновесной системы. Вычисление полной функции распределения является практически неразрешимой задачей, но для определения многих свойств физических систем, например, потока энергии или импульса, достаточно знать функцию распределения небольшого числа частиц, а для газов малой плотности — одной частицы.
В кинетике используется существенное различие времён релаксации в неравновесных процессах; например, для газа из частиц или квазичастиц, время свободного пробега значительно больше времени столкновения между частицами. Это позволяет перейти от полного описания неравновесного состояния функцией распределения по всем координатам и импульсам к сокращённому описанию при помощи функции распределения одной частицы по её координатам и импульсам.

## Кинетическое уравнение
Основной метод физической кинетики — решение кинетического уравнения Больцмана для одночастичной функции распределения {\displaystyle f(x,\;p,\;t)} молекул в фазовом пространстве их координат {\displaystyle x} и импульсов {\displaystyle p}. Это уравнение ввёл Больцман в 1872 году. Функция распределения удовлетворяет кинетическому уравнению:
{\displaystyle {\frac {df}{dt}}={\frac {\partial f}{\partial t}}+{\frac {\vec {p}}{m}}{\frac {\partial f}{\partial {\vec {x}}}}+{\vec {F}}{\frac {\partial f}{\partial {\vec {p}}}}=\mathrm {St} \,f,}
где {\displaystyle \mathrm {St} } — интеграл столкновений, определяющий разность числа частиц, приходящих в элемент объёма вследствие прямых столкновений и убывающих из него вследствие обратных столкновений. Для одноатомных молекул или для многоатомных, но без учёта их внутренних степеней свободы
{\displaystyle \mathrm {St} \,f=\int \omega \cdot (f'f'_{1}-ff_{1})\,dp_{1}dp'dp'_{1},}
где {\displaystyle \omega } — вероятность столкновения, связанная с дифференциальным эффективным сечением рассеяния.
{\displaystyle \omega \,dp'dp'_{1}=|v-v_{1}|\,d\sigma ,}
где {\displaystyle p}, {\displaystyle p_{1}} — импульсы молекул до столкновения, {\displaystyle v}, {\displaystyle v_{1}} — соответственно скорости, {\displaystyle p'}, {\displaystyle p'_{1}} — их импульсы после столкновения, {\displaystyle f}, {\displaystyle f_{1}} — функции распределения молекул до столкновения, {\displaystyle f'}, {\displaystyle f'_{1}} — их функции распределения после столкновения.
Для газа из сложных молекул, обладающих внутренними степенями свободы, их следует учитывать в функции распределения. Например, для двухатомных молекул с собственным моментом вращения M функции распределения будут зависеть также от {\displaystyle M}.
Из кинетического уравнения следует теорема Больцмана — убывание со временем {\displaystyle H}-функции Больцмана (среднего логарифма функции распределения) или возрастание энтропии, так как она равна {\displaystyle H}-функции Больцмана с обратным знаком.

## Уравнения переноса
Физическая кинетика позволяет получить уравнения баланса для средней плотности вещества, импульса и энергии. Например, для простого газа плотность {\displaystyle \rho }, гидродинамическая скорость {\displaystyle {\textbf {V}}} и средняя энергия {\displaystyle {\bar {E}}} удовлетворяют уравнениям баланса:
{\displaystyle {\frac {\partial \rho }{\partial t}}+\mathrm {div} (\rho {\textbf {V}})=0,} — также известное как уравнение непрерывности
{\displaystyle {\frac {\partial }{\partial t}}(\rho V_{\alpha })+\sum _{\beta }{\frac {\partial \Pi _{\alpha \beta }}{\partial x_{\beta }}}=0,}
{\displaystyle {\frac {\partial }{\partial t}}n{\bar {E}}+\mathrm {div} ({\textbf {q}})=0,}
{\displaystyle \Pi _{\alpha \beta }=\int mV_{\alpha }V_{\beta }f\,dp,}
где {\displaystyle \Pi _{\alpha \beta }} — тензор плотности потока импульса, {\displaystyle m} — масса частиц, {\displaystyle n} — плотность числа частиц, {\displaystyle {\textbf {q}}=\int E{\textbf {V}}f\,dp} — плотность потока энергии.
Если состояние газа мало отличается от равновесного, то в малых элементах объёма устанавливается распределение, близкое к локально равновесному распределению Максвелла, с температурой, плотностью и гидродинамической скоростью, соответствующими рассматриваемой точке газа. В этом случае неравновесная функция распределения мало отличается от локально равновесной, и решение кинетического уравнения даёт малую поправку к последней, пропорциональную градиентам температуры {\displaystyle \nabla T} и гидродинамической скорости {\displaystyle \nabla {\textbf {V}}}, так как {\displaystyle \mathrm {St} \,f_{0}=0}.
С помощью неравновесной функции распределения можно найти поток энергии (в неподвижной жидкости) {\displaystyle {\textbf {q}}=-\lambda \nabla T}, где {\displaystyle \lambda } — коэффициент теплопроводности, и тензор плотности потока импульса
{\displaystyle \Pi _{\alpha \beta }=\rho V_{\alpha }V_{\beta }+\delta _{\alpha \beta }P-\sigma '_{\alpha \beta },}
где
{\displaystyle \sigma '_{\alpha \beta }=\eta \left[\left({\frac {\partial V_{\alpha }}{\partial x_{\beta }}}+{\frac {\partial V_{\beta }}{\partial x_{\alpha }}}\right)-{\frac {2}{3}}\delta _{\alpha \beta }\,\mathrm {div} \,{\textbf {V}}\right]+\zeta \delta _{\alpha \beta }\mathrm {div} \,{\textbf {V}}}
— тензор вязких напряжении, {\displaystyle \eta } — коэффициент сдвиговой вязкости, {\displaystyle P} — давление. Эти два соотношения известны в механике сплошных сред как закон теплопроводности Фурье и закон вязкости Ньютона. Последнее слагаемое в {\displaystyle \sigma '_{\alpha \beta }} для газов с внутренними степенями свободы, где {\displaystyle \zeta } — коэффициент «второй», объёмной вязкости, проявляющейся лишь при движениях, в которых {\displaystyle \mathrm {div} \,{\textbf {V}}\neq 0}. Для кинетических коэффициентов {\displaystyle \lambda }, {\displaystyle \eta }, {\displaystyle \zeta } получаются выражения через эффективные сечения столкновений, которые, в свою очередь, рассчитываются через константы молекулярных взаимодействий. В многокомпонентной смеси поток какого-либо компонента включает в себя диффузионный поток, пропорциональный градиенту концентрации вещества в смеси с коэффициентом диффузии, и поток за счёт термодиффузии (эффект Соре), пропорциональный градиенту температуры с коэффициентом термодиффузии. Поток тепла включает помимо обычного потока за счёт теплопроводности, пропорционального градиенту температуры, дополнительную составляющую, пропорциональную градиентам концентраций компонентов и описывающую диффузионную теплопроводность (эффект Дюфура). Кинетическая теория даёт выражения для этих кинетических коэффициентов через эффективные сечения столкновений, при этом кинетические коэффициенты для перекрёстных явлений вследствие теоремы Онсагера оказываются равными. Эти соотношения являются следствием микроскопической обратимости уравнений движения частиц системы, то есть инвариантности их относительно обращения времени.
Уравнение баланса импульса с учётом выражения для плотности потока импульса через градиент скорости даёт уравнения Навье — Стокса, уравнение баланса энергии с учётом выражения для плотности потока тепла даёт уравнение теплопроводности, уравнение баланса числа частиц определённого сорта с учётом выражения для диффузионного потока даёт уравнение диффузии. Такой гидродинамический подход справедлив, если длина свободного пробега {\displaystyle \lambda } значительно меньше характерных размеров областей неоднородности.

## Газы и плазма
Физическая кинетика позволяет исследовать явления переноса в разреженных газах, когда отношение длины свободного пробега {\displaystyle \lambda } к характерным размерам задачи {\displaystyle L} (то есть число Кнудсена {\displaystyle \lambda /L}) уже не очень мало́ и имеет смысл рассматривать поправки порядка {\displaystyle \lambda /L} (слабо разреженные газы). В этом случае кинетика объясняет явления температурного скачка и течения газов вблизи твёрдых поверхностей.
Для сильно разреженных газов, когда {\displaystyle \lambda /L\gg 1}, гидродинамические уравнения и обычное уравнение теплопроводности уже не применимы и для исследования процессов переноса необходимо решать кинетическое уравнение с определёнными граничными условиями на поверхностях, ограничивающих газ. Эти условия выражаются через функцию распределения молекул, рассеянных из-за взаимодействия со стенкой. Рассеянный поток частиц может приходить в тепловое равновесие со стенкой, но в реальных случаях это не достигается. Для сильно разреженных газов роль коэффициента теплопроводности играют коэффициенты теплопередачи. Например, количество тепла {\displaystyle Q}, отнесённое к единице площади параллельных пластинок, между которыми находится разреженный газ, равно {\displaystyle Q=\varkappa (T_{2}-T_{1})/L}, где {\displaystyle T_{1}} и {\displaystyle T_{2}} — температуры пластинок, {\displaystyle L} — расстояние между ними, {\displaystyle \varkappa } — коэффициент теплопередачи.
Теория явлений переноса в плотных газах и жидкостях значительно сложнее, так как для описания неравновесного состояния уже недостаточно одночастичной функции распределения, а нужно учитывать функции распределения более высокого порядка. Частичные функции распределения удовлетворяют цепочке зацепляющихся уравнений (так называемых уравнений Боголюбова или цепочке ББГКИ, то есть уравнений Боголюбова — Борна — Грина — Кирквуда — Ивона). С помощью этих уравнений можно уточнить кинетическое уравнение для газов средней плотности и исследовать для них явления переноса.
Физическая кинетика двухкомпонентной плазмы описывается двумя функциями распределения (для электронов {\displaystyle f_{e}}, для ионов {\displaystyle f_{i}}), удовлетворяющими системе двух кинетических уравнений (уравнений Власова). На частицы плазмы действуют силы
{\displaystyle F_{e}=-e\left(E+{\frac {v\times B}{c}}\right),\quad F_{i}=-Z_{e}F_{e},}
где {\displaystyle Z_{e}} — заряд иона, {\displaystyle E} — напряжённость электрического поля, {\displaystyle B} — магнитная индукция, удовлетворяющие уравнениям Максвелла. Уравнения Максвелла содержат средние плотности тока {\displaystyle j} и заряда {\displaystyle \rho }, определяемые с помощью функций распределения:
{\displaystyle {\textbf {j}}=e\int {\textbf {v}}(Zf_{i}-f_{e})\,d{\textbf {p}},\quad p=e\int (Zf_{i}-f_{e})\,d{\textbf {p}}.}
Таким образом, кинетические уравнения и уравнения Максвелла образуют связанную систему уравнений Власова — Максвелла, определяющую все неравновесные явления в плазме. Такой подход называется приближением самосогласованного поля. При этом столкновения между электронами учитываются не явно, а лишь через создаваемое ими самосогласованное поле. При учёте столкновений электронов возникает кинетическое уравнение, в котором эффективное сечение столкновений очень медленно убывает с ростом прицельного расстояния, а также становятся существенными столкновения с малой передачей импульса, в интеграле столкновений появляется логарифмическая расходимость. Учёт эффектов экранирования позволяет избежать этой трудности.

## Конденсированные среды
Физическая кинетика неравновесных процессов в диэлектриках основана на решении кинетического уравнения Больцмана для фононов решётки. Взаимодействие между фононами вызвано ангармоническими членами гамильтониана решётки относительно смещения атомов из положения равновесия. При простейших столкновениях один фонон распадается на два или происходит слияние двух фононов в один, причём сумма их квазиимпульсов либо сохраняется (нормальные процессы столкновений), либо меняется на вектор обратной решётки (процессы переброса). Конечная теплопроводность возникает при учёте процессов переброса. При низких температурах, когда длина свободного пробега больше размеров образца {\displaystyle L}, роль длины свободного пробега играет {\displaystyle L}. Кинетическое уравнение для фононов позволяет исследовать теплопроводность и поглощение звука в диэлектриках. Если длина свободного пробега для нормальных процессов значительно меньше длины свободного пробега для процессов переброса, то система фононов в кристалле при низких температурах подобна обычному газу. Нормальные столкновения устанавливают внутреннее равновесие в каждом элементе объёма газа, которьй может двигаться со скоростью {\displaystyle V}, мало меняющейся на длине свободного пробега для нормальных столкновений. Поэтому можно построить уравнения гидродинамики фононного газа в диэлектрике.
Физическая кинетика металлов основана на решении кинетического уравнения для электронов, взаимодействующих с колебаниями кристаллической решётки. Электроны рассеиваются на колебаниях атомов решётки, примесях и дефектах, нарушающих её периодичность, причём возможны как нормальные столкновения, так и процессы переброса. Электрическое сопротивление возникает в результате этих столкновений. Физическая кинетика объясняет термоэлектрические, гальваномагнически и термомагнинтные явления, аномальный скин-эффект, циклотронный резонанс в высокочастотных полях и другие кинетические эффекты в металлах. Для сверхпроводников она объясняет особенности их высокочастотного поведения.
Физическая кинетика магнитных явлений основана на решении кинетического уравнения для магнонов. Она позволяет вычислить динамическии восприимчивости магнитных систем в переменных полях, изучить кинетику процессов намагничивания.
Физическая кинетика явлений при прохождении быстрых частиц через вещество основана на решении системы кинетических уравнений для быстрых частиц и вторичных частиц, возникающих при столкновениях, например для {\displaystyle \gamma }-лучей (фотонов) с учётом различных процессов в среде (фотоэффекта, комптоновского рассеяния, образования пар). В этом случае кинетика позволяет вычислить коэффициенты поглощения и рассеяния быстрых частиц.

## Фазовые переходы
Физическая кинетика фазовых переходов первого рода, то есть со скачком энтропии, связана с образованием и ростом зародышей новой фазы. Функция распределения зародышей по их размерам (если зародыши считать макроскопическими образованиями, а процесс роста — медленным) удовлетворяет уравнению Фоккера — Планка:
{\displaystyle {\frac {\partial f}{\partial t}}={\frac {\partial }{\partial \alpha }}\left(D{\frac {\partial f}{\partial \alpha }}-Af\right),}
где {\displaystyle \alpha } — радиус зародыша, {\displaystyle D} — «коэффициент диффузии зародышей по размерам», {\displaystyle A} — пропорционально минимальной работе, которую нужно затратить на создание зародыша данного размера. Кинетика фазовых переходов второго рода в наиболее простом приближении основана на уравнении релаксации параметра порядка {\displaystyle \eta }, характеризующего степень упорядоченности, возникающей при фазовом переходе (уравнение Ландау — Халатникова):
{\displaystyle {\frac {\partial \eta }{\partial t}}=-\gamma {\frac {\partial \Omega }{\partial \eta }},}
где {\displaystyle \gamma } — постоянный коэффициент, {\displaystyle \Omega } — термодинамический потенциал в переменных {\displaystyle T} и {\displaystyle \eta }, вблизи точки фазового перехода зависящий от {\displaystyle \eta }. Для этой зависимости используется разложение по степеням {\displaystyle \eta } и {\displaystyle T-T_{c}}, где {\displaystyle T_{c}} — температура фазового перехода.

## Явления переноса в жидкостях
Теорию явлений переноса в жидкостях также можно отнести к физической кинетике. Xотя для жидкостей метод кинетических уравнений непригоден, для них возможен более общий подход, основанный на иерархии времён релаксации. Для жидкости время установления равновесия в макроскопически малых (но содержащих ещё большое число молекул) элементарных объёмах значительно меньше, чем время релаксации во всей системе, вследствие чего в малых элементах объёма приближённо устанавливается статистическое равновесие. Поэтому в качестве исходного приближения при решении уравнения Лиувилля можно принять локально равновесное распределение Гиббса с температурой {\displaystyle T(x,\;t)}, химическим потенциалом {\displaystyle \mu (x,\;t)} и гидродинамической скоростью {\displaystyle V(x,\;t)}, соответствующими рассматриваемой точке жидкости. Например, для однокомпонентной жидкости локально равновесная функция распределения (или матрица плотности) имеет вид
{\displaystyle f={\frac {1}{Z}}\exp \left(-\int \beta (x,\;t)[{\tilde {H}}(x)-\mu (x,\;t)n(x)]\,dx\right),}
где
- {\displaystyle \beta (x,\;t)={\frac {1}{kT(x,\;t)}},}
- {\displaystyle {\tilde {H}}(x)=H(x)-p(x)V(x,\;t)+{\frac {1}{2}}mn(x)V^{2}(x,\;t)} — плотность энергии в системе координат, движущейся вместе с элементом жидкости,
- {\displaystyle H(x)} — плотность энергии в неподвижной системе координат,
- {\displaystyle p(x)} — плотность импульса,
- {\displaystyle n(x)} — плотность числа частиц, рассматриваемые как фазовые функции, то есть функции от координат и импульсов всех частиц, например {\displaystyle n(x)=\sum _{j}^{N}\delta (x-x_{j})}.

Приближённое решение уравнения Лиувилля для состояний, близких к статистически равновесному, позволяет вывести уравнения теплопроводности и Навье — Стокса для жидкости и получить микроскопические выражения для кинетических коэффициентов теплопроводности и вязкости через пространственно-временные корреляционные функции плотностей потоков энергии и импульсов всех частиц системы. Этот же подход возможен и для смеси жидкостей. Подобное решение уравнения Лиувилля есть его частное решение, зависящее от времени лишь через параметры {\displaystyle \beta (x,\;t)}, {\displaystyle \mu (x,\;t)}, {\displaystyle V(x,\;t)}, соответствующие сокращённому гидродинамическому описанию неравновесного состояния системы, которое справедливо, когда все гидродинамические параметры мало меняются на расстояниях порядка длины свободного пробега (для газов) или длины корреляций потоков энергии или импульса (для жидкостей).
К задачам физической кинетики относится также вычисление обобщённой восприимчивости, выражающей линейную реакцию физической системы на включение внешнего ноля. Её можно выразить через функции Грина с усреднением по состоянию, которое может быть и неравновесным.
В физической кинетике исследуют также кинетические свойства квантовых систем, что требует применения метода матрицы плотности.